# Нуризаде, Гаджи Молла Ахмед
Гаджи Молла Ахмед Хаджи Пири оглы Нуризаде (азерб. Hacı Molla Əhməd Hacı Piri oğlu Nuruzadə; 1881, Дуярли, Елизаветпольский уезд, Елизаветпольская губерния, Российская империя — 1930, Дуярли, Шамхорский район, Социалистическая Советская Республика Азербайджан, ЗСФСР, СССР) также известный как Гаджи Ахунд (азерб. Hacı Axund) — ахунд мечети села Дуярли, член и представитель фракции «Ахрар» парламента Азербайджанской Демократической Республики, борец против советской власти в Азербайджане.

## Биография

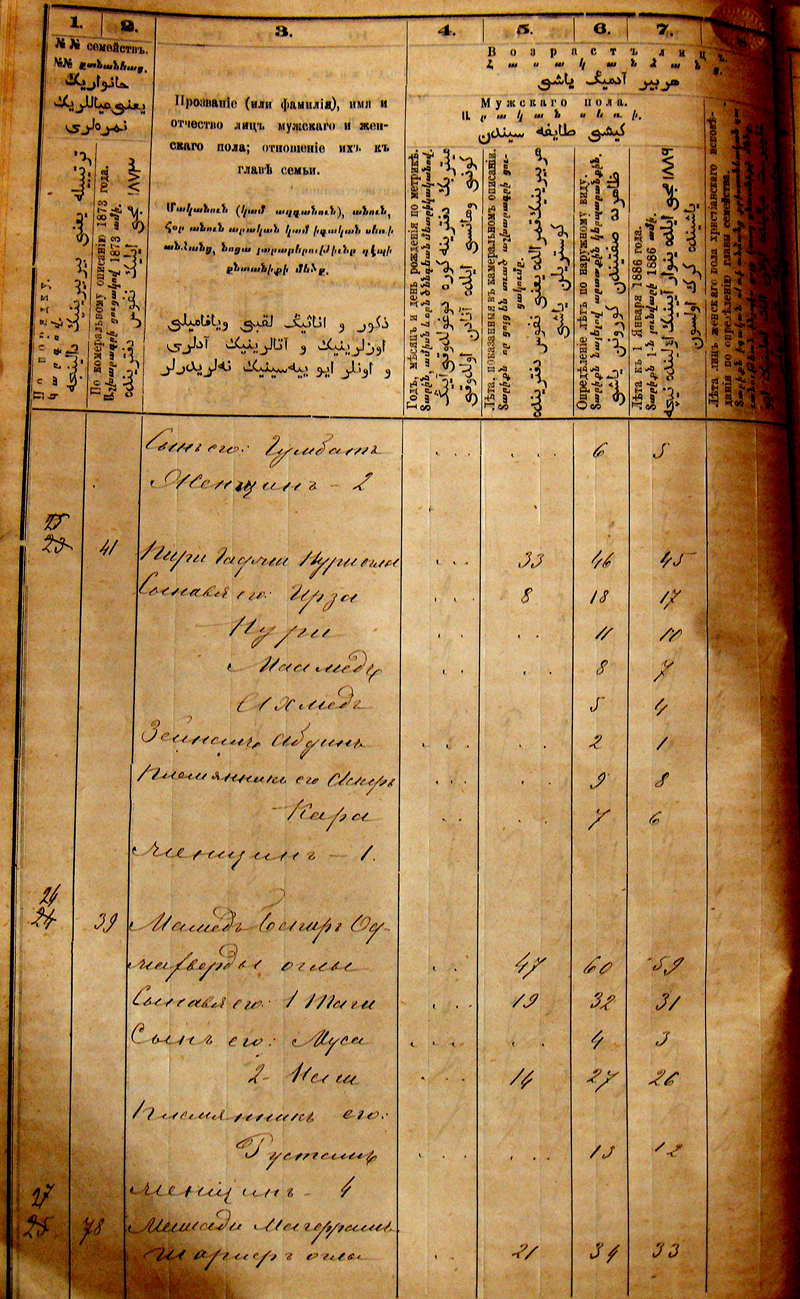
Страница из камерального описания села Дуярли 1886 года, где упоминается Ахмед в возрасте пяти лет и его семья

Гаджи Ахмед Нуризаде родился в 1881 году в селе Дуярли в семье Хаджи Пири. Он был четвёртым сыном в семье из пяти. Ахмед получил высшее религиозное образование в городе Эн-Наджаф и стал главным ахундом мечети родного села. Для организации паломничества жителей села в Мекку, Мешхед и Кербалу, Гаджи Ахунд пригласил из Ирана Сеида Завварбаши Низама. После объявления независимости Азербайджанской Демократической Республики в 1918 году, он стал членом парламента и представителем фракции «Ахрар» в Гянджинском уезде. Под началом Гаджи Молла Ахмеда Нуризаде, Йега Мустафы и Кербалаи Исмаила жители Дуярли собирали припасы для Кавказской исламской армии. Некоторые вместе с ахундом ушли добровольцами в армию и участвовали в битве за Баку. До мая 1920 года Нуризаде находился в городе Гянджа. После начала Гянджинского восстания его сторонники Мешади Хасан и Мешади Али приезжают на карете за ним и его супругой Элевиёй, которая была из Гянджи. Через два дня они покидают город и по дороге попадают под артиллерийский огонь, из-за чего кучера были тяжело ранены. После прибытия в Дуярли, они оба скончались спустя два дня.
Молла Ахмед вновь становится ахундом села. В сентябре 1927 года НКВД отправляет людей из села Заям для его задержания, после чего тот становится гачагом. Он собирает вокруг себя сторонников и ведет вооружённую борьбу против советской власти для восстановления Азербайджанской Демократической Республики. Среди них был и Бапбан Маил из села Делляр со своим отрядом. Вместе с 200 гачагами Хаджи Ахунд поднялся в горы, где основал типографию и выпускал газету «Azadlıq» («Свобода»). В статьях он призывал народ к борьбе против советской власти и возрождению национальной республики. После смерти Бапбан Маила, отряды Нуризаде начинают активнее наносить удары по советской инфраструктуре. После начала партизанской жизни его супруга Элевия уезжает обратно в Гянджу. Хаджи Ахунд женится на женщине Гёвхар, от которой у него рождается сын.

С началом 1930 года большевики ежедневно проводили митинги у почты, которая являлась общественным центром села Дуярли. На митингах они вели пропаганду против Гаджи Ахунда и его сторонников. Нуризаде и его отряды были членами организации «Аллахлылар», которая идеологически была близка к партии «Иттихад». Летом он провёл собрание, в котором принял решение о пресечении грабежей и любого вреда в отношении местного населения. Также были приняты меры для установления связей с партизанами Карабаха. В конце июля сосредоточившиеся в Кедабекском районе отряды Гаджи Ахунда, братьев Султановых и другие общей численностью 60-80 человек ушли в Дастафюрский район, имея намерение соединиться с бандой Пирверди. В сентябре его отряд численностью 13 человек находился в районе Дуярли. Они были вооружены турецкими винтовками и револьверами. За последний период шли перестрелки партизан с опергруппами и отрядами. Для ликвидации отрядов Гаджи Ахунда из Баку был выслан дивизион 24 полка ВОГПУ и из Гянджи дивизион 4 полка ОДОН под общей командой командира 24 полка. Также были брошены работники АзГПУ и ЦК АКП. В ночь на 17 ноября отряды Гаджи Ахунда перешли к активным действиям. Ими в сфере расположения советских частей произведены 3 крупных диверсионных акта. B 22 часа между станциями Заям и Делляр группой была прервана телеграфная связь, прострелен керосинопровод Баку—Батуми и подожжён железнодорожный мост 4 метра длиною. В то же время произведена попытка нападения на керосинопровод в 5 километрах от станции Заям. В 23 часа около станции Делляр был подожжён железнодорожный мост длиной 2 метра; прострелен и подожжён керосинопровод. В то же время отряды в том же районе подожгли железнодорожный мост длиною 10 метров и железнодорожное движение было прервано. По приказу Иосифа Сталина село Дуярли, считавшееся «гнездом бандитов» должно было быть полностью уничтожено за три дня. В ночь с 20 на 21 ноября была проведена операция, и Дуярли занято без боя. В дальнейшем движении по селу на северной окраине чекистским отрядом был обнаружен сторожевой пост партизан. В результате партизаны, находящиеся в Чугунде, численностью 25 конных, быстрым аллюром начали отступление в направлении Куры. Вторая часть, заметив движение чекистов по направлению Чугунды, пошла в западном направлении села Ашагы Айплы. По занятии села Дуярли чекистской группой организован митинг, на котором было предъявлено требование о выдаче оружия, бандпособников и лиц, находящихся в партизанских отрядах. Для сдачи оружия избрана комиссия и представлена тройка для «кулацко-бандитских» элементов села, скрывающихся в прилегающем районе. В Дуярли был организован колхоз, которому передали участок Гаджи Ахунда. Большая часть кулаков из селения скрылась. 25 ноября отряды Молла Ахмеда численностью 30 человек произвели попытку поджечь мост селения Ашагы Гушчу. 27 ноября они перешли на левый берег Куры, в местность Джейранчёлю, где сосредоточилось до 300 человек. В начале декабря Закавказское ГПУ докладывало о борьбе с повстанцами в Гянджинском уезде, численность которых превышала тысячу человек: 
«Во главе банддвижения стал бывший член муссаватистского парламента, бывший мулла иттихадист Гаджи Ахунд. Объединение бандгрупп под его руководством ставило задачей организацию массового выступления. С этой целью Гаджи Ахунд широко развернул а/с агитацию. Усиленно распространялись слухи „о скором падении Соввласти, приходе англичан, турецких войск“ и т. д. Крестьяне призывались к борьбе с колхозами, к вооружённому выступлению „против русских захватчиков, за религию, за освобождение от нищеты“ и т. д. В Кедабекском районе распространялись прокламации с подобными лозунгами. Для подтверждения слухов о приходе турецких войск один из бандитов (по распоряжению Гаджи Ахунда) был переодет в турецкого офицера и командирован по сёлам в сопровождении бандгруппы, которая публично величала его „паша“. Бандагитаторы при этом уверяли крестьян в том, что „правые уклонисты солидарны с Гаджи Ахундом“ и т. п.». 

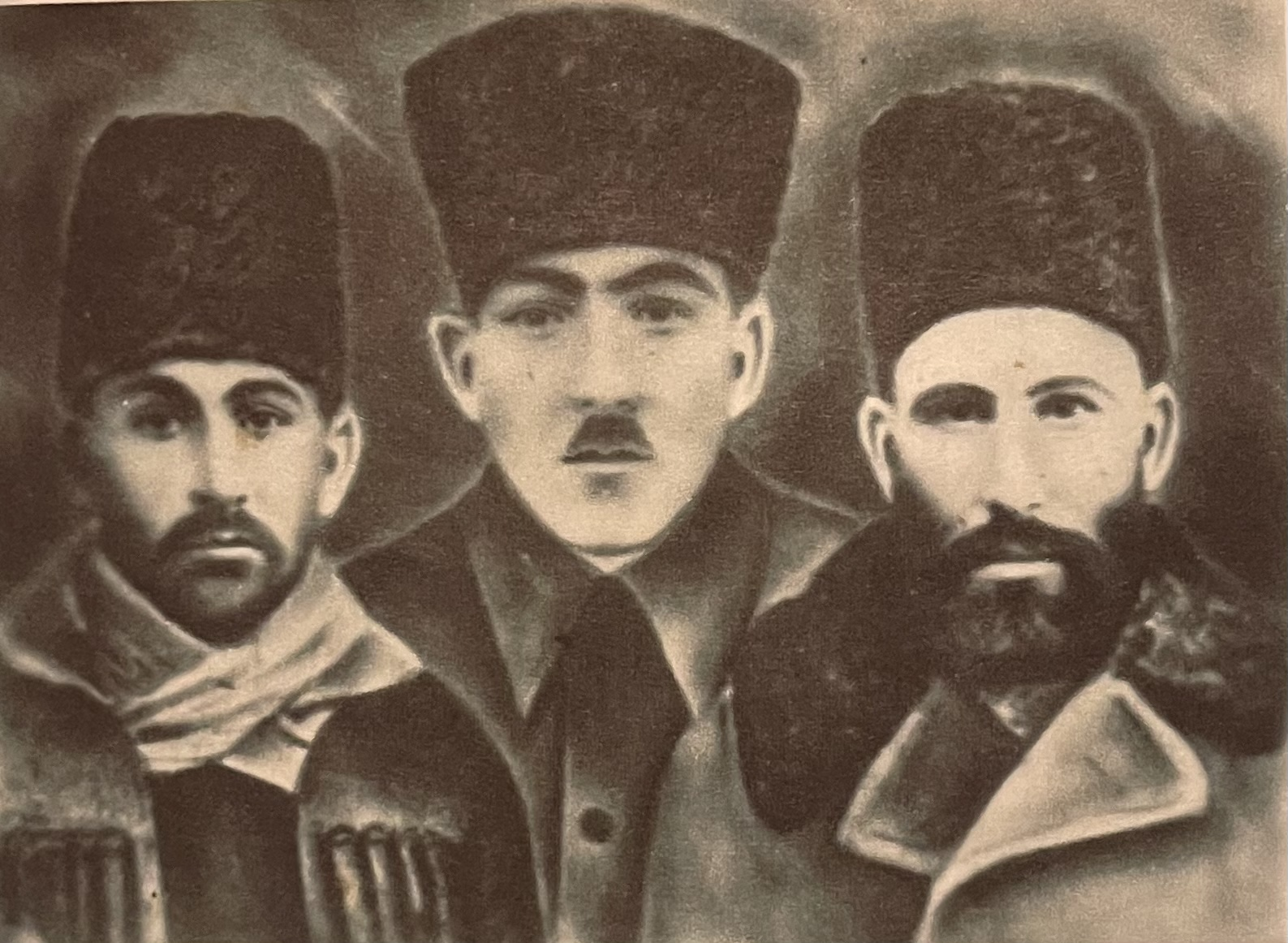
Гаджи Ахунд вместе с братом Йекя Мухаммедом (слева) и его сыном Хамидом (посередине)

Эта подготовка собрала вокруг Гаджи Ахунда свыше 1000 человек хорошо вооружённых и подчинила его влиянию ряд сёл Шамхорского и Касум-Исмаиловского районов «куланко-зажиточная» прослойка в этих районах явилась ближайшим источником материальной и физической помощи движению. В одной из битв Гаджи Ахунд был тяжело ранен и потерял ногу. Он ночевал несколько дней на залежи пастухов из рода Шиманлы. Очевидцы доложили об этом исполкому Талыбу, который сообщает об этом райцентру. Чекисты окружили Нуризаде и поджидали его. Он попросил местного Пастуха Мамеда сообщить им о его смерти. Когда они зашли проверить, Гаджи Ахунд убил пять военных и уехал на лошади. После перестрелки он стреляет последнюю пулю из ружья в себя и погибает. После его смерти, Красная армия берёт в плен часть отрядов Гаджи Ахунда, среди которых были бывшие милиционеры, члены коммунистической партии и бывшие сельские партийные офицеры недовольные репрессивной политикой большевиков. Четверо из его сторонников взяли деньги и ушли с места перестрелки, среди них были его племянник Хамид, Сеид Низам, правая рука Тат Фяттах и Кёр Алибей. Они остановились переночевать в селе Ирмашлы. Один из пастухов доложил об этом главе чекистского отряда, после чего гачаги перебрались в местечко Гаратадж, где и были убиты. Двадцать человек из группировки Гаджи Ахунда были увезены в Баку и убиты в газовой камере. Ещё двенадцать человек, по приказу члена НКВД Джафарова, были публично расстреляны у почты села. Среди них были Мухаммед Асланали оглы, Кербалаи Али Аллахгулу оглы, Мамед Юсиф оглы, Арых, Аслан Арых оглы, Гара Кязым, Адиль Гамбар оглы, Асад Баба оглы, Йекя Мухаммед Пири оглы (брат Хаджи Ахунда), Тяпял Ися, Мустафа Имамгулу оглы и Абдулла Хусейн оглы. Их трупы были похоронены в братской могиле в местечке Ганлы Гова, у села Сарытепе. Труп Гаджи Ахунда же был сожжён и выкинут в колодец недалеко от станции Шамкир. Жён и детей партизан собрали в селе и шестерым детям сделали прививки, спустя неделю они погибли. Среди них были сын Молла Ахмеда, сын и внук его брата Йекя Мухаммеда, сыновья гачагов Хасана, Хусейна и Алагана.

## В культуре
Гаджи Молла Ахмед Нуризаде и его движение упоминается в романе писателя Шамистана Аскерова «Üç düşmən» («Три врага»).